# Cycas desolata
Cycas desolata es una especie de Cycadopsida del género Cycas, de la familia Cycadaceae, del orden Cycadales.

## Distribución
Cycas desolata se distribuye por Australia (Queensland).

## Taxonomía
Fue descrita científicamente por P.I.Forst.. Fue publicado por primera vez en P.I.Forst. In: Austrobaileya 4(3): 345-352, figs. 1-5. (1995).